# Riksmarsk

Herb urzędu Riksmarskalka

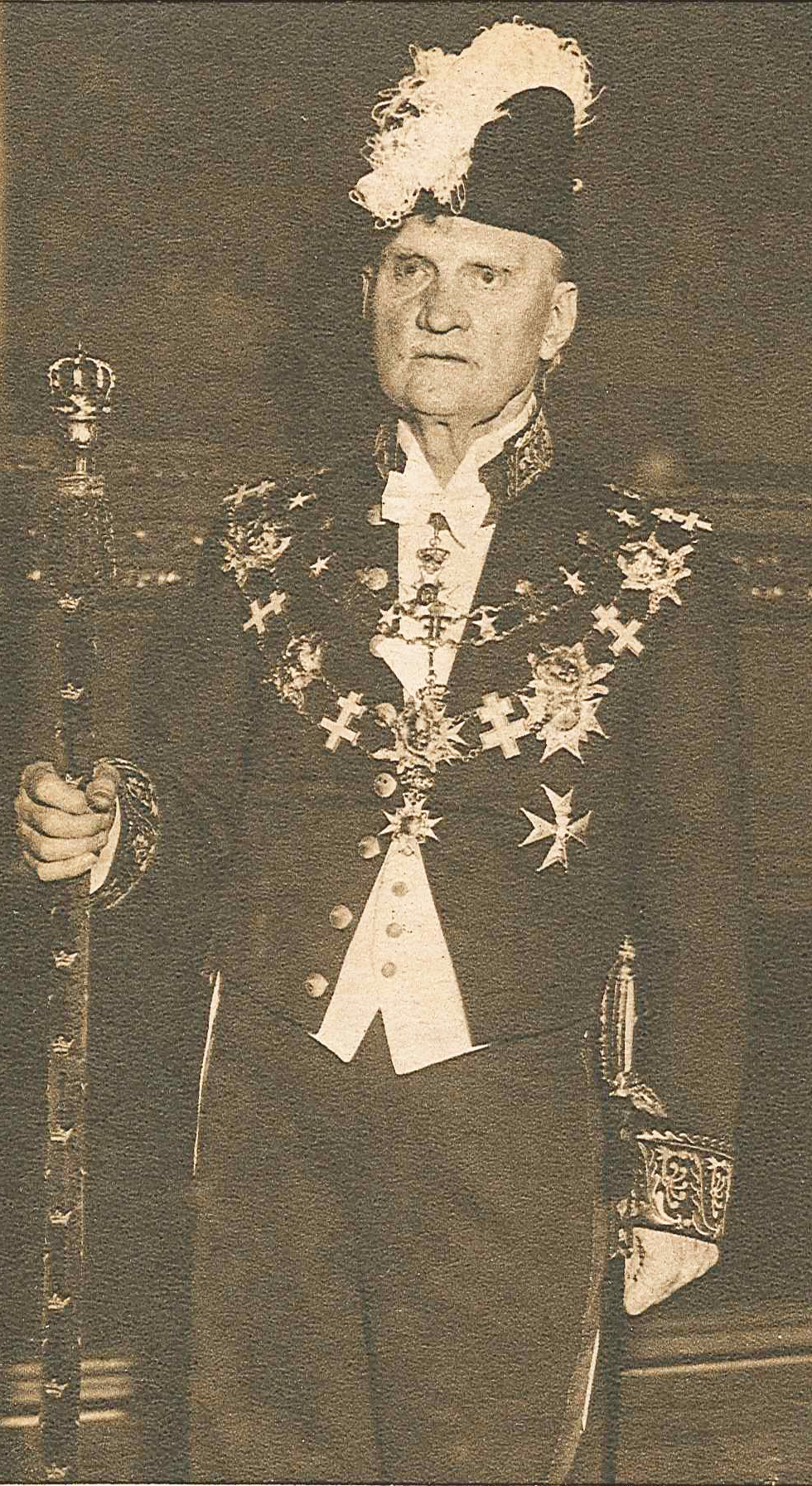
Riksmarskalk Axel Vennersten w roku 1942

Riksmarsk – urząd i stanowisko królewskiego marszałka (Riksmarskalk), szwedzki odpowiednik konetabla francuskiego, dowódca wojsk lądowych.

## Lista marszałków królewskich

### do XVI wieku
- Torgils Knutsson od około 1304
- Nils Stensson 1439
- Karl Knutsson Bonde (od ok. 1448)
- Svante Sture Młodszy ok. 1544
- Gustaf Olofsson Stenbock, od roku 1569

### XVII wiek
- Göran Claesson Stiernsköld (1552–1611), od około 1607
- Henrik Carlsson Horn af Kanckas (1578–1618) riksmarskalk 1611–
- Axel Gustafsson Banér (1594–1642) riksmarskalk 1634–1641
- brak 1641–1643
- Åke Axelsson Natt och Dag (1594–1655) riksmarskalk 1643–
- Magnus Gabriel De la Gardie (1622–1686) riksmarskalk 1651–1653
- Adolf Jan książę Pfalz–Zweibrücken (1629–1689) riksmarskalk 1653–1654
- Johan Oxenstierna af Södermöre (1611–1657) riksmarskalk 1654–1657
- Gabriel Oxenstierna af Korsholm och Wasa (1619–1673) riksmarskalk 1657–
- Johan Gabriel Stenbock (1640–1705) riks– & överstemarskalk 1673–1705

### XVIII wiek
- Carl Piper (1647–1716) överstemarskalk 1705–1716
- Nicodemus Tessin młodszy (1654–1728) överste & riksmarskalk 1717–1728?
- brak 1728?–1741?
- Samuel Åkerhielm af Margrethelund (1684–1768) överste- och riksmarskalk 1741–1747
- brak 1747?–1772
- Hans Henrik von Liewen młodszy (1704–1781) överste- och riksmarskalk 1772–1781
- Göran Gyllenstierna (1724–1799) riksmarskalk 1781–1788
- Carl Bonde af Björnö (1741–1791) riksmarskalk 1788–
- Johan Gabriel Oxenstierna (1750–1818) riksmarskalk 1792–

### XIX wiek
- Axel von Fersen Młodszy (1755–1810) riksmarskalk 1801–1810
- Magnus Stenbock Młodszy riksmarskalk 1810
- Hans Henric von Essen (1755–1824) riksmarskalk 1810–1824
- Claes Adolf Fleming (1771–1831) riksmarskalk 1824–1831
- Magnus Brahe (1790–1844) riksmarskalk 1831–1844
- Arvid Mauritz Posse riksmarskalk 1845–1849
- Mauritz Axel Lewenhaupt riksmarskalk 1849–1860
- Nils Gyldenstolpe riksmarskalk 1860–1864
- Gustaf Adolf Sparre riksmarskalk 1864–1886
- Gillis Bildt (1820–1894) riksmarskalk 1886–1894

### XX wiek
- Fredrik von Essen (1831–1921) riksmarskalk 1894–1911
- Ludvig Wilhelm August Douglas (1849–1916) riksmarskalk 1911–1916
- Otto Hack Roland Printzsköld (1846–1930) riksmarskalk 1916–1930
- Eric Trolle (1863–1934) riksmarskalk 1930–1934
- Oscar von Sydow (1873–1936) riksmarskalk 1934–1936
- Axel Vennersten (1863–1948) riksmarskalk 1936–1946
- Birger Ekeberg (1880–1968) riksmarskalk 1946–1959
- Nils Vult von Steijern riksmarskalk 1959–1966
- Stig H:son Ericson riksmarskalk 1966–1976
- Gunnar Lagergren (1912–) riksmarskalk 1976–1983
- Sten Rudholm (1918–) riksmarskalk 1983–1986
- Per Sköld (1922–) riksmarskalk 1986–1996

### XXI wiek
- Gunnar Brodin (1931–) riksmarskalk 1996–2003
- Ingemar Eliasson (1939–)